# Glover Morrill Allen
Pour les articles homonymes, voir Allen et Morrill.
Glover Morrill Allen est un zoologiste américain, né le 8 février 1879 à Walpole dans le New Hampshire et mort le 14 février 1942.

## Biographie
Il est le fils du révérend Nathaniel Glover Allen et d'Harriet Ann née Schouler. Il fait ses études à l'université Harvard avant d'y assurer un poste de maître assistant et d'occuper la fonction de conservateur des mammifères au Museum of Comparative Zoology.
Il fait de nombreux voyages en Amérique centrale et en Amérique du Sud, en Afrique de l'Ouest, dans la région du Nil, au Congo belge et en Australie.
Parmi ses publications, il faut citer Bats: Biology, Behavior and Folklore; Checklist of African Mammals et Mammals of China and Mongolia.

## Source
- Traduction de l'article de langue anglaise de Wikipédia (version du 17 septembre 2005).

- Notices d'autorité :   - VIAF
  - ISNI
  - BnF (données)
  - IdRef
  - LCCN
  - GND
  - Italie
  - CiNii
  - Espagne
  - Pays-Bas
  - Pologne
  - Israël
  - NUKAT
  - Vatican
  - Australie
  - Norvège
  - Tchéquie
  - Grèce
  - WorldCat